# Sive ceste
"Sive ceste" je skladba skupine Panda iz leta 1999, na albumu leto kasneje. Avtor glasbe je Samo Pirc, besedilo pa je napisal Igor Povše. 

## MMS 1999
17. julija 1999 je skupina s to skladbo zmagala na Melodijah morja in sonca in dobila prvo nagrado občinstva.

## Snemanje
Producent je bila skupina sama, snemanje je potekalo v studiu PET v Kranju. Skladba je bila leta 2000 izdana na albumu Nepremagljivi pri založbi ZKP RTV Slovenija na zgoščenki.
Spot so posneli po treh starih slovenskih mestnih jedrih Ljubljane, Škofje Loke in Ptuja.

## Zasedba

### Produkcija
- Samo Pirc – glasba
- Igor Povše – besedilo
- Panda – aranžma, producent
- Igor Potočnik – tonski snemalec

### Studijska izvedba
- Suzana Werbole – vokal
- Samo Pirc – kitara
- Vlado Pirc – bas kitara
- Damjan Mulej – bobni
- Andrej Pompe – vokal